# Dvdisaster
Dvdisaster (читается: ди-ви-дизастер) — программа для восстановления данных с повреждённого оптического диска или увеличения отказоустойчивости данных, которые будут на него записаны, при условии, что часть исходных данных диска предварительно была зарезервирована на сторонних носителях, либо к ISO-образу диска была добавлена необходимая избыточная информация до повреждения.

## Описание

### Возможности
Избыточное кодирование осуществляется с помощью кода Рида — Соломона, которое по умолчанию составляет 14,3 % от всего объёма компакт-диска. Степень избыточности можно регулировать от 3,2 % до 64,5 %.
Кроме восстановления данных, программа обладает функцией проверки диска на читаемость, а также выдаёт подробную информацию о нём.

#### Поддерживаемые форматы дисков
- CD-R, CD-RW;
- DVD-R, DVD+R;
- DVD-RW, DVD+RW;
- DVD-R DL, DVD+R DL (двухслойные);
- DVD-RAM;
- BD-R, BD-RE.

#### Не поддерживаемые форматы дисков
- Audio CD, Video CD;

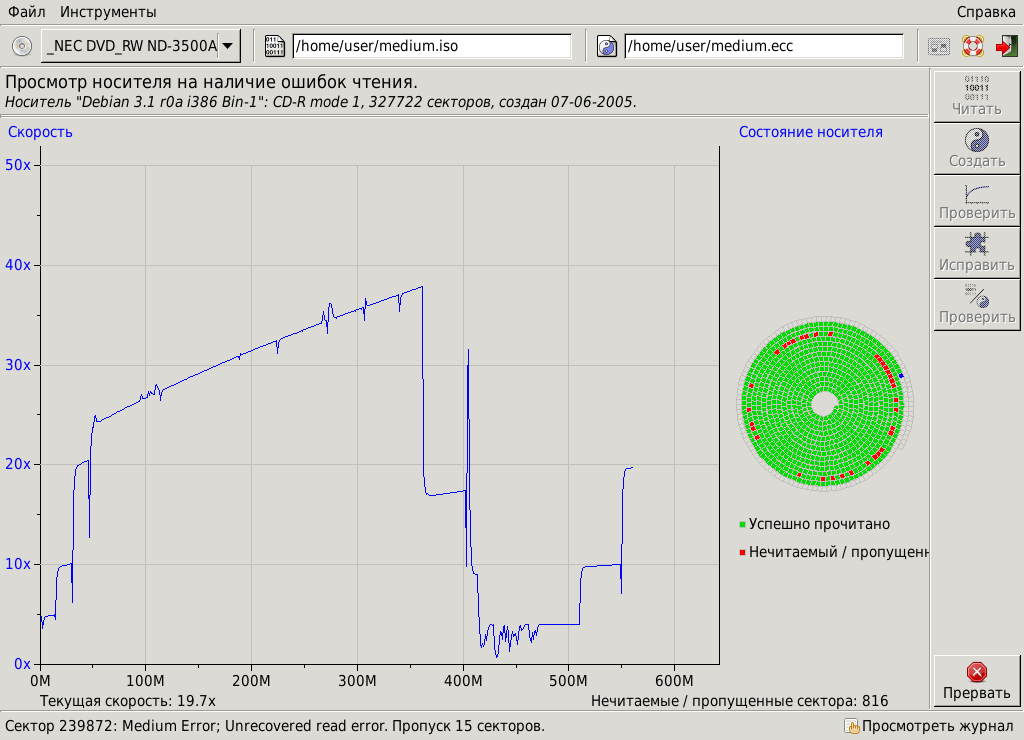
dvdisaster 0.71 проверяет старый компакт‐диск на читаемость

- DVD-ROM и BD-ROM (штампованные диски, заводского изготовления).

### Процесс работы

#### Файл для исправления ошибокecc(метод RS01)
1. Создаётся ISO-образ с неповреждённого диска, либо берётся уже готовый образ;
2. Читая готовый ISO-образ dvdisaster создаёт файл ecc (код коррекции ошибок), в котором хранятся данные, необходимые для восстановления. Этот файл необходимо сохранить в надёжном месте;
3. После того как диск повредится, с него снимается ISO-образ. Указав программе местоположение файла ecc, dvdisaster восстанавливает исходный, неповреждённый ISO-образ.

#### Расширенный образ (метод RS02)
1. Создаётся ISO-образ с неповреждённого диска, либо берётся уже готовый образ;
2. В этот файл dvdisaster добавляет избыточную информацию. Вероятность считывания данных с повреждённого диска, на который записан такой образ — больше, по сравнению с исходным диском.

Преимущество этого способа заключается в увеличении отказоустойчивости данных на самом диске, то есть диск становится «самостоятельным» и не требуется повторное использование программы для восстановления. Возможным недостатком же — необходимость наличия свободного места на диске, по умолчанию не менее 14,3 % от объёма всего диска.

#### Итог
Восстановленный или расширенный ISO-образ можно записать на оптический диск стороней программой, которая обладает такой функцией; смонтировать на l l l l или извлечь его содержимое какой-либо программой — например архиватором, поддерживающим чтение ISO-образов.